# Heliconius principalis
Heliconius principalis är en fjärilsart som beskrevs av Johannes Karl Max Röber 1921. Heliconius principalis ingår i släktet Heliconius och familjen praktfjärilar. Inga underarter finns listade i Catalogue of Life.